# Nikola Popović
Nikola Popović, črnogorski general, * 9. december 1916, Kraljevina Črna gora, † 8. november 2005, Beograd, Srbija in Črna gora.

## Življenjepis
Leta 1937 je postal član KPJ in leta 1941 se je pridružil NOVJ. Med vojno je bil poveljnik več enot.
Po vojni je bil načelnik štaba 9. pomorske cone, predavatelj na VVA in Vojni šoli JLA,...